# Diana Ion
Diana Ana Maria Ion (* 27. November 2000 in Bukarest) ist eine rumänische Leichtathletin, die im Weit- und Dreisprung an den Start geht.

## Sportliche Laufbahn
Erste internationale Erfahrungen sammelte Diana Ion im Jahr 2016, als sie bei den U18-Balkan-Meisterschaften in Kruševac mit 6,07 m die Silbermedaille im Weitsprung sowie mit 12,56 m die Bronzemedaille im Dreisprung gewann. Anschließend schied sie bei den erstmals ausgetragenen Jugendeuropameisterschaften in Tiflis im Weitsprung mit 5,60 m in der Qualifikationsrunde aus und belegte im Dreisprung mit 12,47 m den sechsten Platz. Daraufhin verpasste sie bei den U20-Weltmeisterschaften in Bydgoszcz mit 5,76 m den Finaleinzug. Im Jahr darauf gewann sie bei den U20-Balkan-Meisterschaften in Pitești mit 6,06 m die Bronzemedaille im Weitsprung und siegte mit 12,94 m im Dreisprung. Anschließend belegte sie bei den U18-Weltmeisterschaften in Nairobi mit 5,95 m und 12,55 m jeweils den achten Platz und bei den U20-Europameisterschaftten in Grosseto verpasste sie in beiden Bewerben den Finaleinzug. 2018 gewann sie bei den U20-Balkan-Meisterschaften in Istanbul mit 12,86 m die Bronzemedaille im Dreisprung und anschließend schied sie bei den U20-Weltmeisterschaften in Tampere mit 12,31 m in der Qualifikationsrunde aus. Im Jahr darauf belegte sie bei den U20-Balkan-Hallenmeisterschaften in Istanbul mit 5,87 m den vierten Platz im Weitsprung und gewann im Dreisprung mit 12,88 m die Silbermedaille. Im Juli gewann sie bei den Freiluftmeisterschaften in Cluj-Napoca mit 5,99 m die Silbermedaille im Weitsprung und sicherte sich mit 12,82 m die Bronzemedaille im Dreisprung. Anschließend belegte sie bei den U20-Europameisterschaften in Borås 12,60 m den achten Platz.
2020 belegte sie bei den Balkan-Hallenmeisterschaften in Istanbul mit 12,86 m den siebten Platz im Dreisprung und im September gelangte sie bei den Freiluftmeisterschaften in Cluj-Napoca mit 13,22 m auf Rang sechs. Im Jahr darauf gewann sie bei den Balkan-Hallenmeisterschaften in Istanbul mit 13,47 m die Bronzemedaille hinter der Türkin Tuğba Danışmaz und Neja Filipič aus Slowenien. Im Juni belegte sie bei den Freiluftmeisterschaften in Smederevo mit 13,15 m den siebten Platz und anschließend wurde sie bei den U23-Europameisterschaften in Tallinn mit 13,27 m Sechste. 2022 belegte sie bei den Balkan-Hallenmeisterschaften mit 6,07 m den vierten Platz im Weitsprung und gelangte im Dreisprung mit 13,02 min auf den achten Platz. Auch bei den Freiluftmeisterschaften im Juli in Craiova wurde sie mit 13,20 m Achte im Dreisprung. Im Jahr darauf wurde sie bei der 2. Liga der Team-Europameisterschaft im Zuge der Europaspiele in Chorzów mit 13,44 m Fünfte im Dreisprung und anschließend gewann sie bei den Balkan-Meisterschaften in Kraljevo mit 13,61 m die Bronzemedaille hinter der Türkin Tuğba Danışmaz und ihrer Landsfrau Elena Taloș. Anschließend gewann sie bei den Spielen der Frankophonie in Kinshasa mit 13,94 m die Bronzemedaille hinter der Senegalesin Saly Sarr und Véronique Kossenda Rey aus Kamerun, ehe sie bei den Weltmeisterschaften in Budapest mit 13,66 m in der Qualifikationsrunde ausschied.
2024 belegte sie bei den Balkan-Hallenmeisterschaften in Istanbul mit 13,47 m den fünften Platz und kurz darauf wurde sie bei den Hallenweltmeisterschaften in Glasgow mit 13,73 m Neunte. Im Juni belegte sie bei den Europameisterschaften in Rom mit 14,23 m den fünften Platz. Im August verpasste sie bei den Olympischen Sommerspielen in Paris den Finaleinzug mit 14,03 m um zwei Zentimeter. Im Jahr darauf gewann sie bei den Halleneuropameisterschaften in Apeldoorn mit neuer Bestleistung von 14,31 m die Silbermedaille hinter der Spanierin Ana Peleteiro-Compaoré. Kurz darauf belegte sie bei den Hallenweltmeisterschaften in Nanjing mit 13,66 m den neunten Platz.
2023 wurde Ion rumänische Meisterin im Dreisprung im Freien sowie 2024 und 2025 in der Halle.

## Persönliche Bestleistungen
- Weitsprung: 6,35 m (+1,9 m/s), 19. Juni 2016 in Pitești
- Dreisprung: 14,31 m, 7. März 2025 in Apeldoorn